# Kranaos
Kranaos (Oudgrieks Κραναός) was een voornaam Athener, die volgens sommige legenden na de dood van Kekrops met de regering werd bekleed.
Hij had drie dochters Kranaë, Kranaichme en Atthis. Een van de beide eersten huwde met Amphiktyon. Van de laatste zegt men, dat zij aan het landschap Attica haar naam gegeven heeft. Kranaos werd na een kort bestuur door zijn schoonzoon Amphiktyon van de troon gestoten en verdreven.
Volgens sommige verhalen zou onder zijn regering de watervloed van Deukalion over de aarde gekomen zijn.